# Chastèlmanh
Chastèlmanh (italià Castelmagno) és un municipi italià, situat a la regió del Piemont. L'any 2007 tenia 95 habitants. Està situat a la Val Grana, dins de les Valls Occitanes. Limita amb els municipis de Cèlas, Demonte, Draonier, la Màrmol, Monterosso Grana, Pradleves i Sant Damian.

## Administració
| Període | Identitat     | Partit        |
| ------- | ------------- | ------------- |
| 2004-   | Luigi Giraudi | Llista cívica |